# Faruk Iremet
Faruk Iremet es un escritor y periodista zaza, nacido en Turquía y residente en Suecia, miembro de la Asociación Sueca de Escritores.
Iremet nació en 1965 en Siverek, en el este de Turquía, y llegó a Suecia en 1986. Tiene formación profesional como profesor y economista, y ha trabajado de redactor para varios periódicos. Escribe y ha publicado poemas en los idiomas zazaki, turco y sueco. Dirige una editorial, Iremet Publishing, cuyo objetivo principal es proteger, desarrollar y promocionar el idioma zazaki.

## Obra
•	La lluvia del desierto, poemas, Suk Publicaciones (iremet edición), 1989 (turco)
•	Los que escaparon de la masacre, poemas, Suk Publicaciones (iremet edición), 1990 (turco)
•	La sed del Amor, poemas, publicaciones Iremet, 1994 (sueco)
•	Acerca de escritores suecos, publicaciones Iremet, 1995 (Zazaki)
•	Zaza idioma (Acerca de las diferencias entre zazaish, kurdo y turco), Publicaciones Iremet, 1996 (Zazaki, turco y sueco)
•	Mitra, poemas, Publicaciones Yarin, 1996 (turco)
•	Multa de corazón, poemas, publicaciones Iremet, 1996 (Zazaki)
•	CD, de color rojo, por ejemplo Na - Este Corazón (artista, el texto och musik Faruk Iremet), iremet edición, 2005